# Timsah Arena
El Timsah Arena (oficialmente Bursa Metropolitan Municipality Stadium), es un estadio de fútbol ubicado en la ciudad de Bursa, Turquía. El estadio fue inaugurado en diciembre de 2015 y sustituye así al Estadio Bursa Atatürk. El recinto posee una capacidad para 43 361 espectadores y sirve al club Bursaspor de la TFF Tercera División.